# Ariosoma selenops
Ariosoma selenops es una especie de pez del género Ariosoma, familia Congridae, orden Anguilliformes. Fue descrita científicamente por Reid en 1934.
Es una especie inofensiva para el ser humano.

## Distribución
Se distribuye por el Atlántico centro-occidental: norte de América del Sur. Especie batidemersal que puede alcanzar los 549 metros de profundidad.